# ハスケルインディアン大学
ハスケルインディアン大学（ハスケルインディアンだいがく、英語: Haskell Indian Nations University）は、アメリカ合衆国カンザス州ローレンス市に本部を置く民族大学である。1884年に設置された。この大学はアメリカでアメリカ先住民族のために設立された。